# NOTAM
NOTAM je zkratkové slovo pro anglické slovní spojení "Notice(s) To Airmen" (poznámka pro letce). NOTAMy jsou vytvářeny a distribuovány státními leteckými autoritami, definovanými v leteckém zákoně. V České republice to je státní podnik Řízení letového provozu České republiky. NOTAM se vydává jako varování před nebezpečím nebo k informování pilotů o změnách v letecké dopravě. Jejich trvání může být omezené na několik hodin/dní, jiné mají platnost od vydání do další případné změny.
NOTAMy se vydávají z mnoha důvodů, např.:
- Varování před nebezpečím jako jsou letecké dny, seskoky parašutistů, modelářské aktivity (hlavně raketové) atd.
- Významné lety, hlavně státníků (někdy se označují jako TFR - Temporary Flight Restrictions (dočasné omezení letu))
- Uzavření letiště, VPD
- Porucha na navigačním prostředku, na světelném návěstidle
- Vojenské cvičení, omezující jinak volný vzdušný prostor
- Dočasné stavební překážky v okolí letiště (například vysoké jeřáby)
- Nové významné stavby v krajině (např. větrné elektrárny, komíny)
- Zvýšený výskyt migrujícího ptactva (NOTAMu tohoto typu se někdy říká BIRDTAM)
- Oznámení o problémech na letišti (VPD, APRON, pojížděcí plochy) způsobené sněhem, ledem, přívalovými srážkami (SNOWTAM)
- Oznámení o problémech na letišti způsobené vulkanickou činností (popel a prach ve vzduchu snižující viditelnost) (ASHTAM)

NOTAMy si zodpovědné instituce jednotlivých států vyměňují mezi sebou.
Pilotům jsou k dispozici specializované databáze a software, které umožňují při plánování trasy zahrnout informace z NOTAMů do letového plánu.